# Shulamith Firestone
Shulamith Firestone   (Ottawa, 7 de gener de 1945 - Nova York, 28 d'agost de 2012) va ser una escriptora feminista, figura important en la història del feminisme radical i de la segona onada del feminisme canadencoamericà. Va ser cofundadora dels tres grups feministes radicals de Nova York: New York Radical Women, Redstockings i New York Radical Feminists.
És especialment coneguda pel seu llibre: The Dialectic of Sex: the Case for Feminist Revolution (traduït seria: «La dialèctica del sexe. En defensa de la revolució feminista», encara no s'ha traduït al català) publicat quan tenia 25 anys, el setembre de 1970, un influent llibre en la història del moviment feminista. Firestone va fer extensives al feminisme les teories marxistes de l'opressió de classe per oferir una anàlisi radical de l'opressió de les dones, argumentant que la desigualtat sexual sorgeix de la càrrega de la maternitat, que es transfereix a les dones per pura casualitat biològica. El llibre va ser traduït a diversos llengües i va situar Firestone a l'avantguarda de les feministes de la segona onada, al costat de Betty Friedan, Kate Millett i Germaine Greer.
És considerada per algunes investigadores com Arantza Campos com una de les primeres feministes radicals que s'ocupà en restablir els vincles amb el sufragisme, de manera concreta amb l'ala radical d'Elizabeth Cady Stanton, Susan B. Anthony, etc.

## Els primers anys
Firestone va néixer Shulamith Bath Shmuel Ben Ari Feuerstein a Ottawa, Canadà. Va néixer el 7 de gener de 1945 i era la segona de sis fills i la primera filla de pares jueus ortodoxos, Kate Weiss, una alemanya, i Sol Feuerstein, comerciant de Brooklyn. L'abril del 1945, quan Firestone tenia quatre mesos, el seu pare va participar en l'alliberament del camp de concentració de Bergen-Belsen a Alemanya.
Quan era petita, la família va anglicitzar el seu cognom a Firestone i es va traslladar a St. Louis, a l'estat de Missouri. El seu pare s'havia convertit al judaisme ortodox quan era adolescent i, segons Susan Faludi, va exercir un control estret sobre els seus fills, amb el zel d'un convers. Una de les seves germanes, Tirzah Firestone, va dir a Faludi: «El meu pare va llançar la seva ràbia a Shulie». Es preveia que Firestone fes el llit del seu germà, «perquè no sigui una nena» li va dir el seu pare. Laya Firestone Seghi, una altra germana, recorda que el pare i la filla es van amenaçar amb matar-se.
Firestone va assistir al Seminari del Professorat de Yavneh a Cleveland (institució germana de Telshe Yeshiva), va obtenir la llicenciatura per la Universitat de Washington a St. Louis i, el 1967, va obtenir un títol en pintura per l'Escola de l'Art Institute of Chicago (SAIC). Aquest mateix any, durant els seus estudis a SAIC, va ser objecte d'una pel·lícula documental estudiantil. Mai estrenada, la pel·lícula va ser redescoberta a la dècada dels anys 1990 per la cineasta experimental Elisabeth Subrin, que va fer una ressenya fotograma per fotograma del documental original, amb Kim Soss interpretant una Firestone de 22 anys. Es va estrenar el 1997 com a Shulie, guanyant dos premis, inclòs el premi de Los Angeles Film Critics Association de 1998. La pel·lícula representa Firestone com un jove estudiant i la seva trajectòria fins a convertir-se en una de les feministes més notables del segle xx. "Shulie" i l'equip creatiu van ser guardonats amb dos premis pel seu èxit cinematogràfic. El 1998, la pel·lícula va ser guardonada amb el Premi de cinema i vídeo independent/experimental per l'Associació de Crítics de Cinema de Los Angeles, rebent reconeixement al costat de pel·lícules com Saving Private Ryan, A Bug's Life i Rushmore. Dos anys després, el documental va rebre el "Premi Experimental" del New England Film and Video Festival.

## New York Radical Women
A l'octubre de 1967, Firestone es va traslladar a Nova York i va cofundar les New York Radical Women (NYRW). Aquell any es va celebrar la primera i única convenció de la Conferència Nacional per a la Nova Política. Firestone va assistir-hi i, amb Jo Freeman, va formar un caucus de la dona, que va intentar presentar les seves pròpies demandes a la sessió plenària. Es va dir a les dones que la seva resolució no era prou important per a una discussió. Al final van aconseguir que la seva declaració s'afegís al final de l'agenda, però no es va discutir. El director, William Francis Pepper, es va negar a reconèixer cap de les dones que esperaven parlar i va demanar a algú que parlés de «l'oblidada americana, l'Índia americana». Quan cinc dones, inclosa Firestone, van sortir al podi per protestar, William F. Pepper va donar un cop de puny a Firestone al cap i va dir: «Assossega't, petita; tenim coses més importants de què parlar per parlar que dels problemes de les dones».
Firestone i Freeman van convocar una reunió de les dones que havien estat al curs escola gratuïta i al taller de dones a la conferència; es va convertir en el primer grup d'alliberament femení de Chicago. Es coneixia com el grup de Westside perquè es reunia setmanalment a l pus de Freeman al costat oest de Chicago. Al cap d'uns mesos, Freeman va iniciar un butlletí informatiu, Voice of the Women's Liberation Movement. Va circular per tot el país (i en alguns països estrangers), donant-li el nom al nou moviment. Moltes de les dones del grup Westside van començar a iniciar altres organitzacions feministes, inclosa la Unió d'Alliberament de Dones de Chicago.

## Redstockings, feministes radicals de Nova York
Quan NYRW va passar a formar grups de consciència, Firestone i Ellen Willis van cofundar el grup feminista radical Redstockings, batejat amb el nom de Blue Stockings Society, un grup literari per a dones del segle xviii. Entre els membres del grup s'hi van incloure Kathie Sarachild («La germanor és poderosa») i Carol Hanisch («el que és personal és polític»). Faludi escriu que les Redstockings es van destruir el 1970. Firestone va cofundar feministes radicals de Nova York (NYRF) amb Anne Koedt.

## Obra escrita

### La dialèctica del sexe
La dialèctica del sexe: el cas de la revolució feminista (1970) es va convertir en un text clàssic del feminisme de la segona onada. Va ser el primer llibre de Firestone i es va publicar quan tenia només 25 anys. En el llibre, Firestone va buscar desenvolupar una visió materialista de la història basada en el sexe. També és notable en el llibre la societat ideal que crea Firestone, un buit en l'opressió de les dones.
Firestone va sintetitzar les idees de Sigmund Freud, Wilhelm Reich, Karl Marx, Friedrich Engels i Simone de Beauvoir en una teoria feminista radical de la política. També va reconèixer la influència de Too Many Americans (1964) de Lincoln H. i Alice T. Day i el best-seller de 1968 The Population Bomb per Paul R. Ehrlich.
Firestone va argumentar al seu llibre que la societat moderna no podria aconseguir una veritable igualtat de gènere fins que els trets biològics de les dones no fossin separats de la seva identitat de gènere. Firestone considerava que Freud i Marx havien ignorat el que ella anomenava la «classe de sexe», la dominació de les dones pels homes a causa de la seva biologia. La desigualtat de gènere s'origina en les estructures socials patriarcals imposades a les dones a causa dels seus cossos, assenyalava, particularment els desavantatges físics, socials i psicològics causats per l'embaràs, el part i la criança dels fills. Ser humà és superar la natura, va argumentar: «ja no podem justificar el manteniment d'un sistema discriminatori de classe sexual sobre la base del seu origen en la natura». L'abolició de la classe sexual requereix que les dones prenguin el control dels mitjans de reproducció. Considerava que l'embaràs i el part eren «bàrbars» (un amic seu va comparar el treball de part amb "cagar una carabassa") i la família nuclear com una font clau de l'opressió de les dones. L'anticoncepció, la fertilització in vitro i altres avenços van significar que el sexe algun dia se separaria de l'embaràs i la criança dels fills, i les dones podrien ser lliures. Va anticipar que grups de persones en el futur es reunirien voluntàriament per criar infants sense utilitzar relacions permanents entre homes i dones i sense la idea que certs nens «pertanyen» a una parella.

### Espais sense aire
Després de publicar La dialèctica del sexe el 1970 Firestone va deixar l'activisme. Es va retirar de la política a principi dels anys setanta, es va mudar a Sant Marks Place i va treballar com a pintora. En acabar-se la dècada dels anys vuitanta va emmalaltir mentalment i se li va diagnosticar esquizofrènia. El 1998 va publicar Airless Spaces (Espais sense aire) un relat de la vida dins i fora dels hospitals psiquiàtrics.

## Mort i llegat
El 28 d'agost de 2012, Firestone va ser trobada morta al seu apartament de Nova York pel propietari de l'edifici. Alertats per veïns, que havien sentit una olor des del seu apartament, el conserge va guaitar per una finestra i va veure el seu cos a terra. El seu patró, Bob Perl, va dir que probablement havia mort una setmana abans aproximadament. Segons la seva germana, Laya Firestone Seghi, va morir per causes naturals. La seva mort va ser confirmada per l'oficina d'inspectors mèdics de la ciutat de Nova York. Segons els informes, vivia aïllada i tenia mala salut. En un assaig commemoratiu de Susan Faludi publicat mesos després de la mort de Firestone, a la revista New Yorker, va detallar encara més les circumstàncies de la seva desaparició, citant la seva lluita durant dècades amb l'esquizofrènia, juntament amb l'especulació de la inanició induïda, com a probables factors de la seva defunció.
La Dialèctica del sexe encara s'utilitza en molts de programes d'estudis sobre dones. Les seves recomanacions, com ara la criança de nins de forma neutra per gènere, reflecteixen els ideals que Firestone va proposar assolir.